# Украинская музыкальная энциклопедия
Украинская музыкальная энциклопедия — энциклопедия, которую издает Институт искусствоведения, фольклористики и этнологии имени М. Т. Рыльского НАН Украины, начиная с 2006 года.
По состоянию на 2023 год издано 6 томов:
- 1-й, литеры «А»-«Д», 2006;
- 2-й, литеры «Е»—"К", 2008
- 3-й, литеры «Л»—"М", 2011
- 4-й, литеры «Н»—"О", 2016
- 5-й, литера «П», 2018.
- 6-й, литеры «Р» — «С», 2023

Идея и разработка проекта принадлежала академику А. Костюку. Ядро авторского коллектива составили сотрудники института им. Рыльского — Н. Гордийчук, М. П. Загайкевич, Л. А. Корней, А. А. Муха, Л. А. Пархоменко, Г. Степанченко, Б. Сюта, А. А. Терещенко, Е. Немкович, Б. Фильц, А. Калениченко, В. Кузык, И. Сикорская, Н. Н. Семененко, Н. А. Костюк, О. Шевчук, О. Кушнирук. Кроме них авторами ряда статей являются специалисты из других музыкальных институций разных городов Украины (в том числе Национальной музыкальной академии Украины им. П. И. Чайковского, Харьковского университета искусств им. И. П. Котляревского, харьковского Института музыкознания и др.)